# Federazione scacchistica della Repubblica Ceca
La Federazione scacchistica della Repubblica Ceca (nome ufficiale in ceco Sachovy Svaz Ceske Republiky) è l'organizzazione che coordina le attività di scacchi in Repubblica Ceca con sede a Praga. Fondata nel 1905, nel 1993 divenne la federazione ufficiale del nuovo stato ceco in seguito alla dissoluzione della Cecoslovacchia. Il presidente è all'agosto del 2022 l'arbitro Viktor Novotny.
La federazione ceca organizza annualmente il campionato ceco di scacchi e il campionato ceco a squadre, la cui massima serie è chiamata Extraliga: un torneo a 14 squadre a 8 scacchiere per squadra. Ha organizzato nell'agosto del 2022 il Campionato europeo femminile a Praga.